# Gebregziabher Gebremariam
Gebregziabher Gebremariam (amharisch ገብረ እግዚአብሄር ገብረ ማርያም; * 10. September 1984 in der Region Tigray) ist ein ehemaliger äthiopischer Langstreckenläufer.

## Werdegang
2002 machte er zum ersten Mal international auf sich aufmerksam, als er bei den Crosslauf-Weltmeisterschaften in Dublin das Juniorenrennen gewann. Im selben Jahr startete er bei den Juniorenweltmeisterschaften in Kingston. Dort siegte er im 10.000-Meter-Lauf mit einer Zeit von 29:02,71 min und belegte im 5000-Meter-Lauf den dritten Platz in 13:29,13 min.
Ab 2003 trat er im Erwachsenenbereich an. Bei den Crosslauf-Weltmeisterschaften in Lausanne gewann er im Langstreckenrennen die Bronzemedaille. Eine weitere Medaille gewann er als Zweiter über 10.000 Meter bei den Panafrikanischen Spielen in Abuja hinter seinem Landsmann Sileshi Sihine. Bei den Weltmeisterschaften 2003 in Paris/Saint-Denis wurde er in einer Zeit von 12:58,08 min Sechster über 5000 Meter.
2004 war er zunächst wieder bei den Crosslauf-Weltmeisterschaften erfolgreich. In Brüssel gewann er sowohl auf der Kurzstrecke als auch auf der Langstrecke die Silbermedaille, jeweils nur geschlagen von seinem Landsmann Kenenisa Bekele. Bei den Olympischen Spielen in Athen verpasste er als Vierter in 13:15,35 min eine Medaille im 5000-Meter-Lauf nur knapp.
2005 belegte er bei den Crosslauf-Weltmeisterschaften in Saint-Galmier den neunten Platz auf der Kurzstrecke, während er das Rennen auf der Langstrecke vorzeitig aufgab. Bei den Weltmeisterschaften 2005 in Helsinki belegte er im 10.000-Meter-Lauf den 15. Platz in 27:53,19 min. Es war ein eher enttäuschendes Ergebnis, nachdem er in diesem Jahr äthiopischer Landesmeister über 5000 und 10.000 Meter geworden war. Im 10.000-Meter-Lauf wurde er bei den Weltmeisterschaften 2007 in Osaka Sechster in 27:44,58 min und gewann bei den Afrikaspielen in Algier die Bronzemedaille. Außerdem wurde er 2008 Afrikameister über diese Distanz.
2009 feierte er den bisher größten Erfolg seiner Karriere mit dem Gewinn der Crosslauf-Weltmeisterschaften in Amman. Dieser Sieg kam durchaus überraschend, nachdem Gebremariam bei seinen letzten beiden Teilnahmen 2006 in Fukuoka und 2008 in Edinburgh jeweils keine Platzierung unter den ersten zehn erreichen konnte. Bei den Weltmeisterschaften 2009 in Berlin belegte er im 10.000-Meter-Lauf den zehnten Platz.
Ebenfalls den zehnten Rang belegte Gebremariam bei den Crosslauf-Weltmeisterschaften 2010 in Bydgoszcz. Im weiteren Verlauf der Saison konzentrierte er sich dann auf Straßenläufe. Er feierte mehrere Siege bei hochkarätig besetzten Rennen in den Vereinigten Staaten, darunter beim Healthy Kidney 10K, Beach to Beacon 10K und Falmouth Road Race, und wurde Zweiter beim Philadelphia-Halbmarathon. Im November gab er sein Debüt auf der 42,195-km-Distanz und gewann dabei auf Anhieb den New-York-City-Marathon. Beim New-York-City-Halbmarathon im März 2011 wurde er Zweiter.
Gebregziabher Gebremariam ist 1,78 m groß und brachte ein Wettkampfgewicht von 56 kg auf die Waage. Er ist mit der Langstreckenläuferin Werknesh Kidane (* 1981) verheiratet und Vater von zwei Söhnen.

## Bestleistungen
- 3000 m: 7:39,48 min, 11. Juni 2005, New York City
- 5000 m: 12:52,80 min, 8. Juli 2005, Rom
- 10.000 m: 26:52,33 min, 26. Mai 2007, Hengelo
- 10-km-Straßenlauf: 27:41 min, 7. August 2010, Cape Elizabeth
- Halbmarathon: 1:00:25 h, 19. September 2010, Philadelphia
- Marathon: 2:08:14 h, 7. November 2010, New York City